# Wintergartenensemble

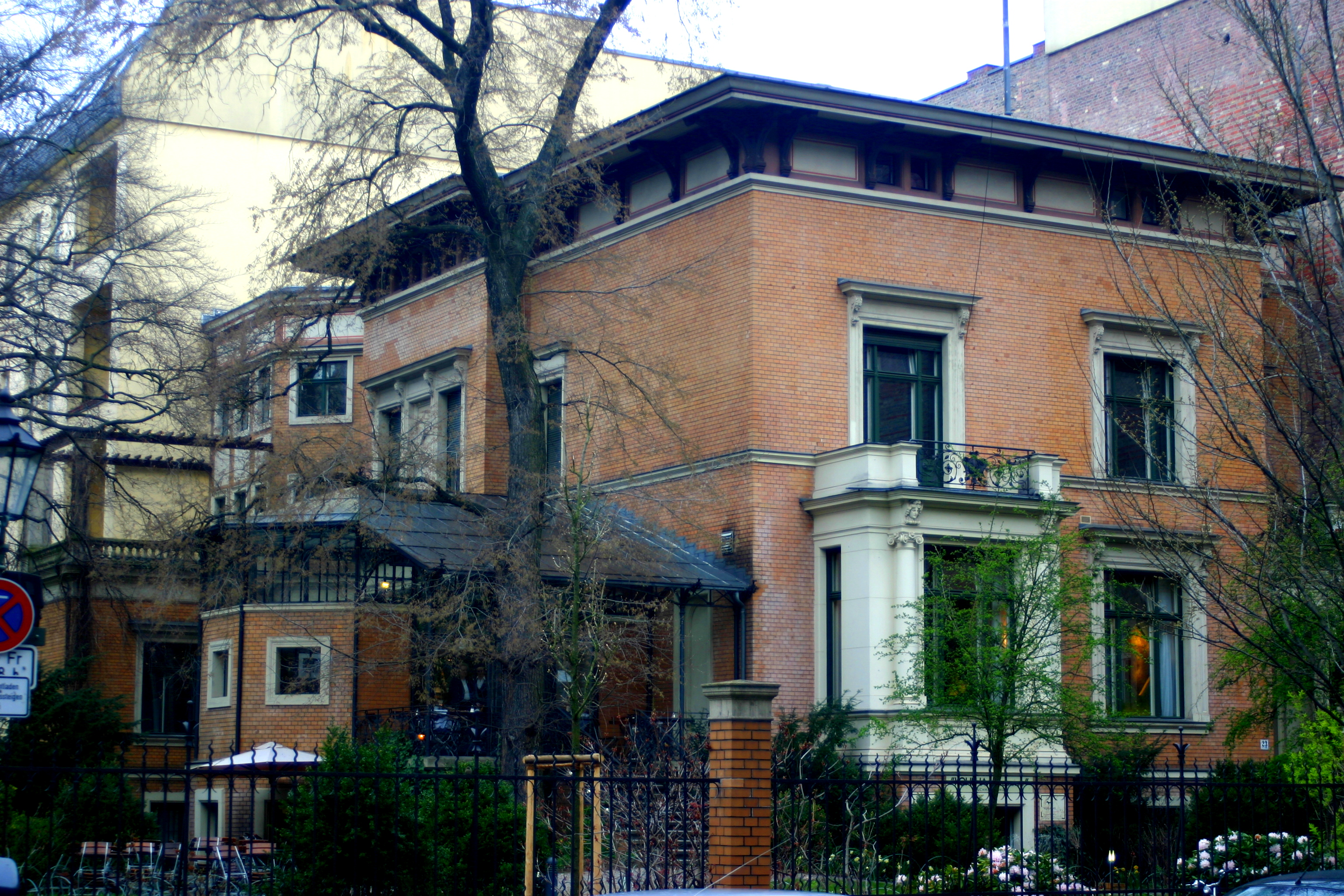
Literaturhaus

Das Wintergarten-Ensemble ist ein Gebäudeensemble und besteht aus drei durch einen Skulpturengarten verbundenen Stadtvillen des Historismus in der Fasanenstraße im Berliner Ortsteil Charlottenburg. Namensgebend ist der Wintergarten des Literaturhauses, der heute den erhöhten Eingangsbereich des gleichnamigen Café-Restaurants bildet.
Der Komplex wurde in den 1980er Jahren unter der Leitung des Berliner Architekten Uli Böhme wiederhergestellt bzw. restauriert und 1986 mit neuer Nutzung eröffnet.
Das Haus Fasanenstraße 24 wurde 1871 als erstes Wohnhaus an der Fasanenstraße von L. Mertens errichtet, 1888 von August Orth sowie 1917 von Ernst Lessing erweitert bzw. umgebaut. 1986 wurde es als Käthe-Kollwitz-Museum eröffnet. 
Das Haus Fasanenstraße 23 wurde 1889–1890 von den Berliner Architekten Albrecht Becker und Emil Schlüter erbaut und beherbergt heute das Literaturhaus Berlin, eine Buchhandlung und das genannte Café-Restaurant.
Das Haus Fasanenstraße 25, die Villa Grisebach, wurde 1891–1892 von Hans Grisebach als Wohn- und Atelierhaus für sich selbst erbaut und beherbergt heute die Galerie Pels-Leusden sowie das Auktionshaus Villa Grisebach.